# 盘果草属
盘果草属（学名：Mattiastrum）是紫草科下的一个属，为草本植物。该属共有约35种，分布于亚洲西部。